# Monopsis flava
Monopsis flava är en klockväxtart som först beskrevs av Karel Presl, och fick sitt nu gällande namn av Franz Elfried Wimmer. Monopsis flava ingår i släktet Monopsis och familjen klockväxter. Inga underarter finns listade i Catalogue of Life.